# Leichtathletik-Weltmeisterschaften 2019/4 × 400 m der Frauen
Die 4-mal-400-Meter-Staffel der Frauen bei den Leichtathletik-Weltmeisterschaften 2019 fand am 5. und 6. Oktober 2019 im Khalifa International Stadium der katarischen Hauptstadt Doha statt.
Weltmeister wurden die Vereinigten Staaten in der Besetzung Phyllis Francis, Sydney McLaughlin, Dalilah Muhammad und Wadeline Jonathas. Im Vorlauf war das Team mit einer komplett anderen Mannschaft angetreten: Jessica Beard, Allyson Felix, Kendall Ellis und Courtney Okolo.

Den zweiten Platz belegte Polen mit Iga Baumgart-Witan (Finale), Patrycja Wyciszkiewicz, Małgorzata Hołub-Kowalik und Justyna Święty-Ersetic sowie der im Vorlauf außerdem eingesetzten Anna Kiełbasińska.

Bronze ging an Jamaika in der Besetzung Anastasia Le-Roy, Tiffany James, Stephenie Ann McPherson und Shericka Jackson (Finale) sowie der im Vorlauf außerdem eingesetzten Roneisha McGregor.
Auch die nur im Vorlauf eingesetzten Läuferinnen erhielten entsprechendes Edelmetall. Rekorde und Bestleistungen standen dagegen nur den tatsächlich laufenden Athletinnen zu.

## Rekorde
Vor dem Wettbewerb galten folgende Rekorde:
| Weltrekord               | Sowjetunion (Tazzjana Ljadouskaja, Olga Nasarowa, Marija Pinigina, Olha Bryshina) | 3:15,17 min | OS in Seoul, Südkorea        | 1. Oktober 1988 |
| Weltmeisterschaftsrekord | USA (Gwen Torrence, Maicel Malone-Wallace, Natasha Kaiser-Brown, Jearl Miles)     | 3:16,71 min | WM in Stuttgart, Deutschland | 22. August 1993 |

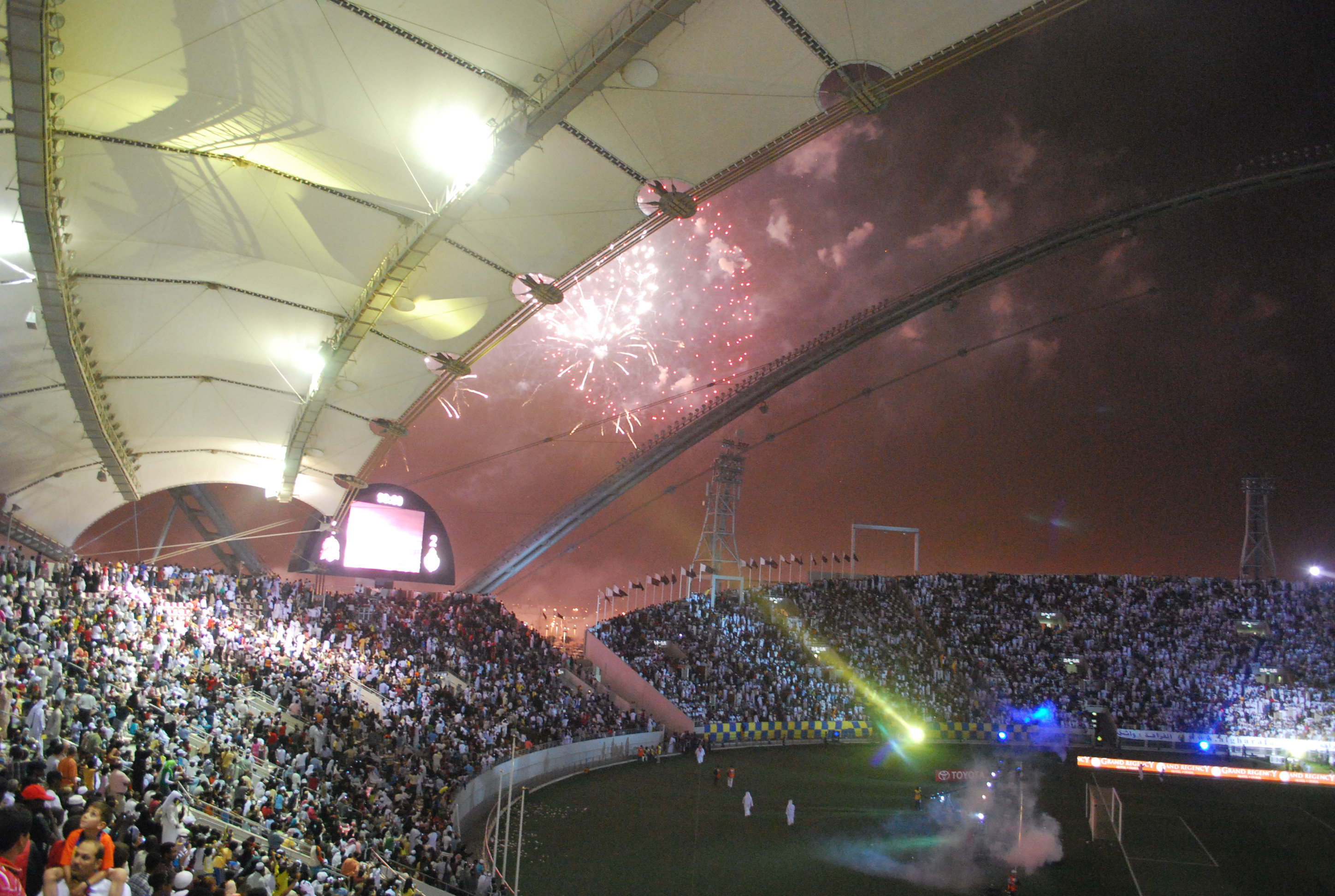
Das Khalifa International Stadium während des Emir Cups im Jahr 2009

Der bestehende WM-Rekord wurde bei diesen Weltmeisterschaften nicht eingestellt und nicht verbessert.
Es wurden drei Weltjahresbestleistungen und zwei Landesrekorde aufgestellt:
- Weltjahresbestleistungen:
  - 3:23,64 min – Jamaika (Roneisha McGregor, Anastasia Le-Roy, Tiffany James, Stephenie Ann McPherson), erster Vorlauf am 5. Oktober
  - 3:22,96 min – USA (Jessica Beard, Allyson Felix, Kendall Ellis, Courtney Okolo), zweiter Vorlauf am 5. Oktober
  - 3:18,92 min – USA (Phyllis Francis, Sydney McLaughlin, Dalilah Muhammad, Wadeline Jonathas), Finale am 6. Oktober
- Landesrekorde:
  - 3:26,58 min – Belgien (Hanne Claes, Imke Vervaet, Paulien Couckuyt, Camille Laus), zweiter Vorlauf am 5. Oktober
  - 3:21,89 min – Polen (Iga Baumgart-Witan, Patrycja Wyciszkiewicz, Małgorzata Hołub-Kowalik, Justyna Święty-Ersetic), Finale am 6. Oktober

## Vorläufe
Aus den zwei Vorläufen qualifizierten sich die jeweils drei Ersten jedes Laufes – hellblau unterlegt – und zusätzlich die zwei Zeitschnellsten – hellgrün unterlegt – für das Finale.

### Lauf 1
5. Oktober 2019, 19:55 Uhr Ortszeit (18:55 Uhr MESZ)
| Platz | Bahn | Land        | Athletinnen                                                                                        | Zeit (min) |
| ----- | ---- | ----------- | -------------------------------------------------------------------------------------------------- | ---------- |
| 1     | 7    | Jamaika     | Roneisha McGregor (Vorlauf) Anastasia Le-Roy Tiffany James Stephenie Ann McPherson                 | 3:23,64 WL |
| 2     | 4    | Polen       | Anna Kiełbasińska (Vorlauf) Małgorzata Hołub-Kowalik Patrycja Wyciszkiewicz Justyna Święty-Ersetic | 3:25,78    |
| 3     | 8    | Kanada      | Alicia Brown Aiyanna Stiverne Madeline Price Sage Watson                                           | 3:27,40 SB |
| 4     | 3    | Niederlande | Lieke Klaver Lisanne de Witte Bianca Baak Femke Bol                                                | 3:27,40 SB |
| 5     | 5    | Australien  | Bendere Oboya Lauren Boden Ellie Beer Rebecca Bennett                                              | 3:28,64 SB |
| 6     | 6    | Indien      | Jisna Mathew M. R. Poovamma V. K. Vismaya Subha Venkatesan                                         | 3:29,42 SB |
| 7     | 9    | Frankreich  | Amandine Brossier Déborah Sananes Élise Trynkler Agnès Raharolahy                                  | 3:29,66 SB |
| 8     | 2    | Nigeria     | Blessing Oladoye Patience Okon George Abike Egbeniyi Favour Ofili                                  | 3:35,90    |

### Lauf 2

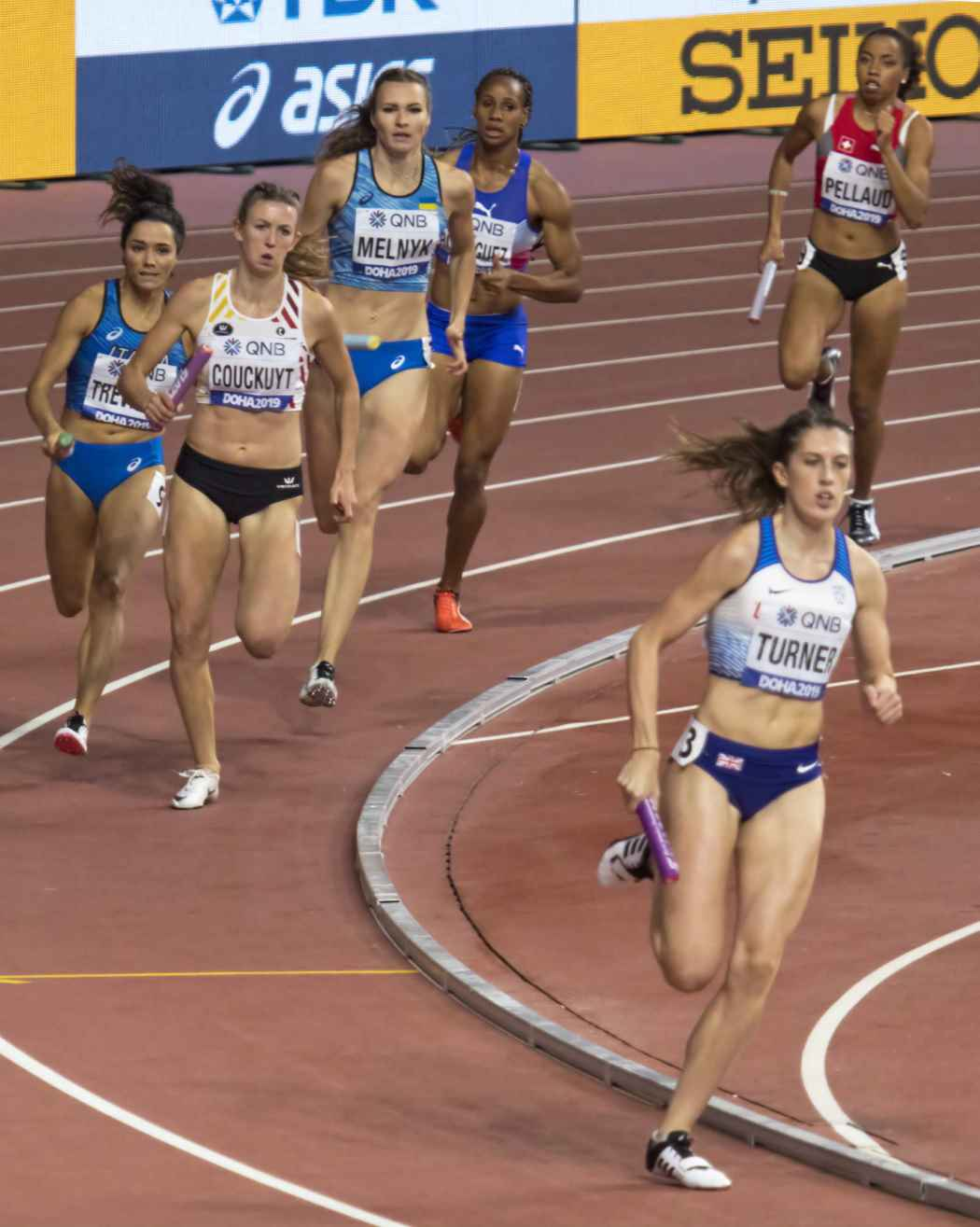
Die Läuferinnen in der dritten Runde des zweiten Vorlaufs

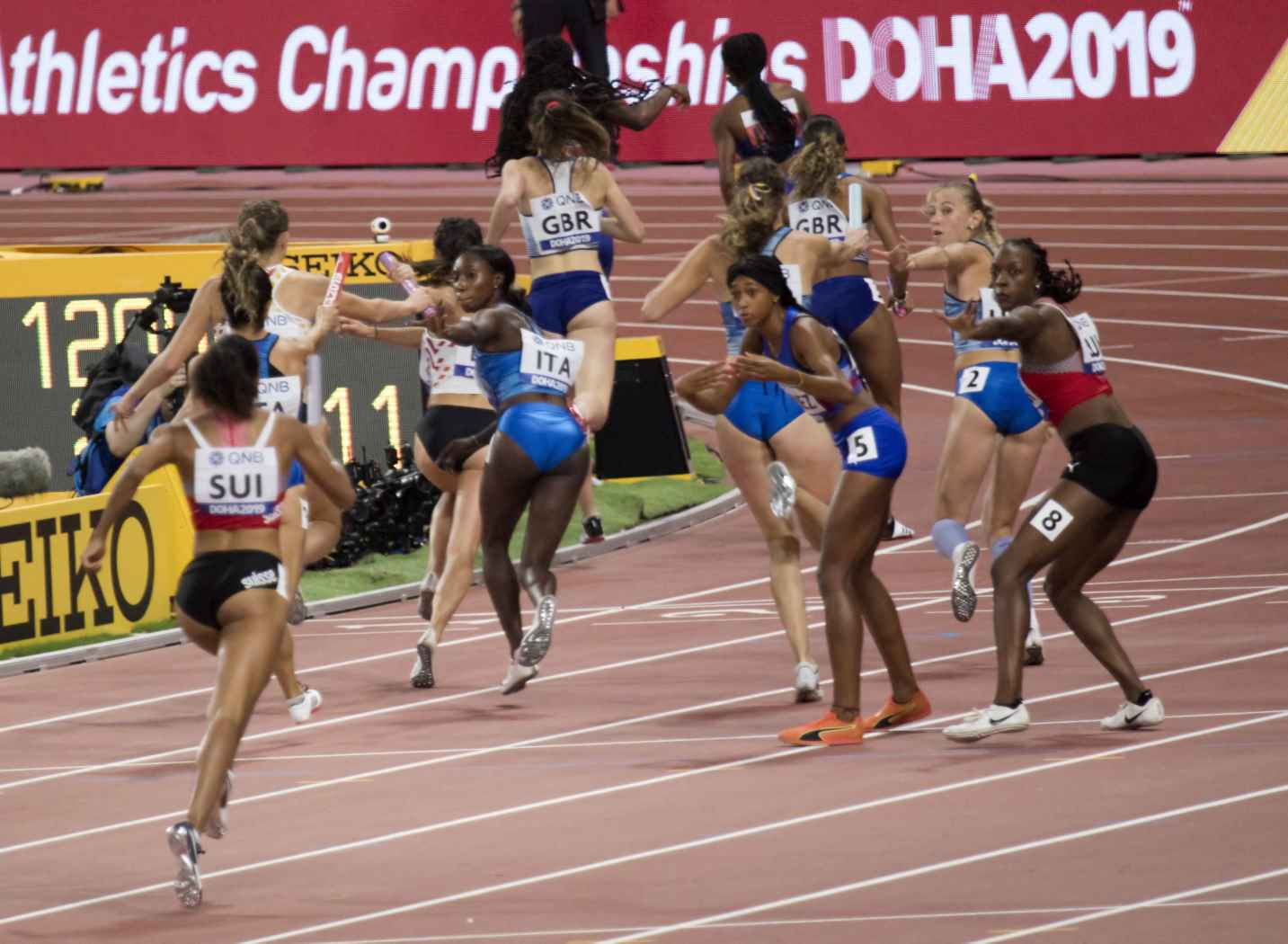
Letzter Wechsel im zweiten Vorlauf

5. Oktober 2019, 20:07 Uhr Ortszeit (19:07 Uhr MESZ)
| Platz | Bahn | Land           | Athletinnen                                                                                      | Zeit (min) |
| ----- | ---- | -------------- | ------------------------------------------------------------------------------------------------ | ---------- |
| 1     | 6    | USA            | Jessica Beard (Vorlauf) Allyson Felix (Vorlauf) Kendall Ellis (Vorlauf) Courtney Okolo (Vorlauf) | 3:22,96 WL |
| 2     | 3    | Großbritannien | Zoey Clark Jodie Williams Jessica Turner (Vorlauf) Laviai Nielsen                                | 3:24,99 SB |
| 3     | 2    | Ukraine        | Kateryna Klymjuk Olha Ljachowa Tetjana Melnyk Hanna Ryschykowa                                   | 3:26,57 SB |
| 4     | 4    | Belgien        | Hanne Claes Imke Vervaet Paulien Couckuyt Camille Laus                                           | 3:26,58 NR |
| 5     | 9    | Italien        | Maria Benedicta Chigbolu Ayomide Folorunso Giancarla Trevisan Raphaela Lukudo                    | 3:27,57    |
| 6     | 5    | Kuba           | Zurian Hechavarría Rose Mary Almanza Adriana Rodríguez Roxana Gómez                              | 3:29,84 SB |
| 7     | 8    | Schweiz        | Léa Sprunger Fanette Humair Rachel Pellaud Yasmin Giger                                          | 3:30,63    |
|       | 7    | Botswana       | Oarabile Babolayi Thomphang Basele Oratile Nowe Amantle Montsho                                  | DNS        |

## Finale

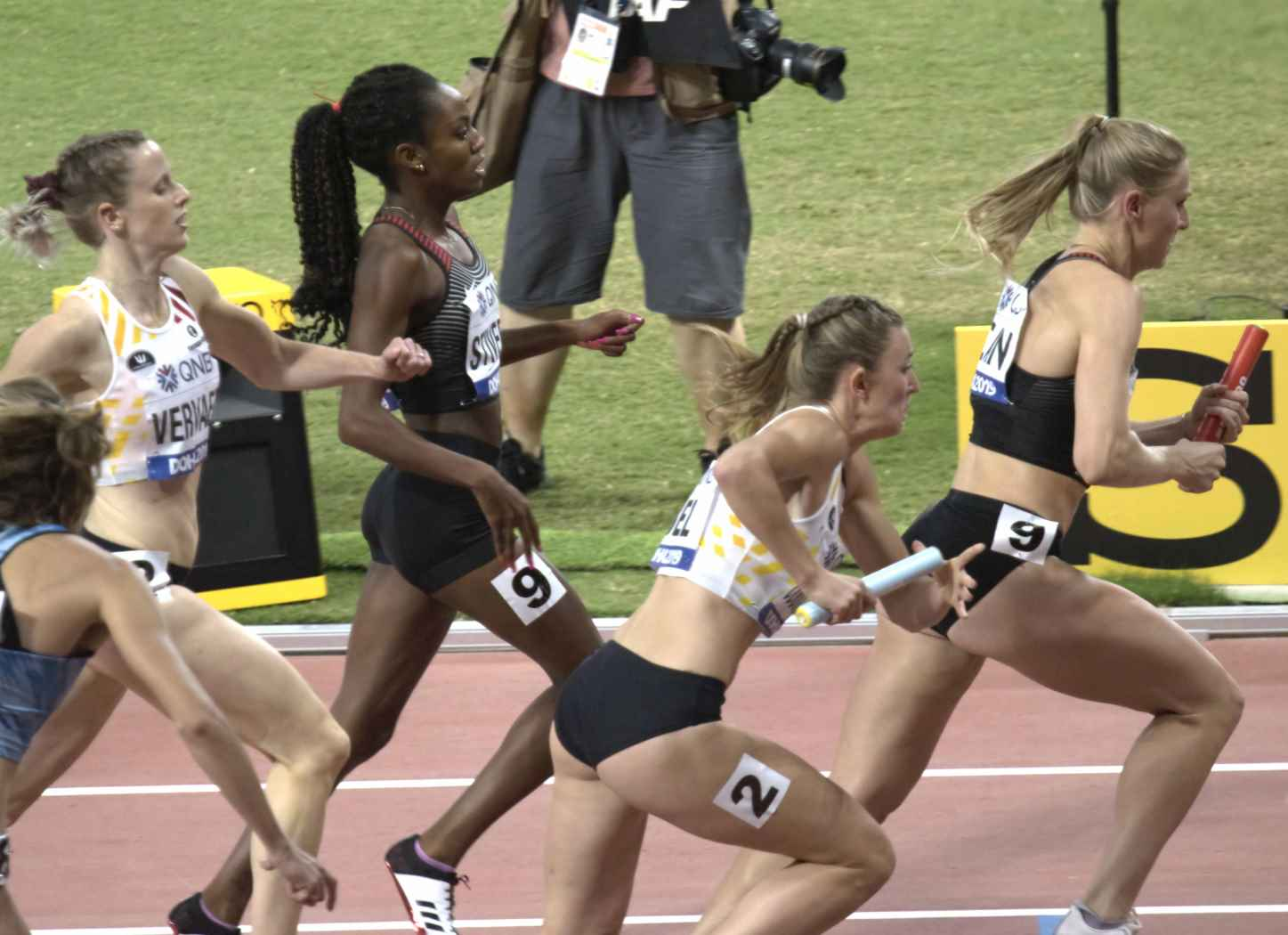
Der zweite Wechsel im Finale

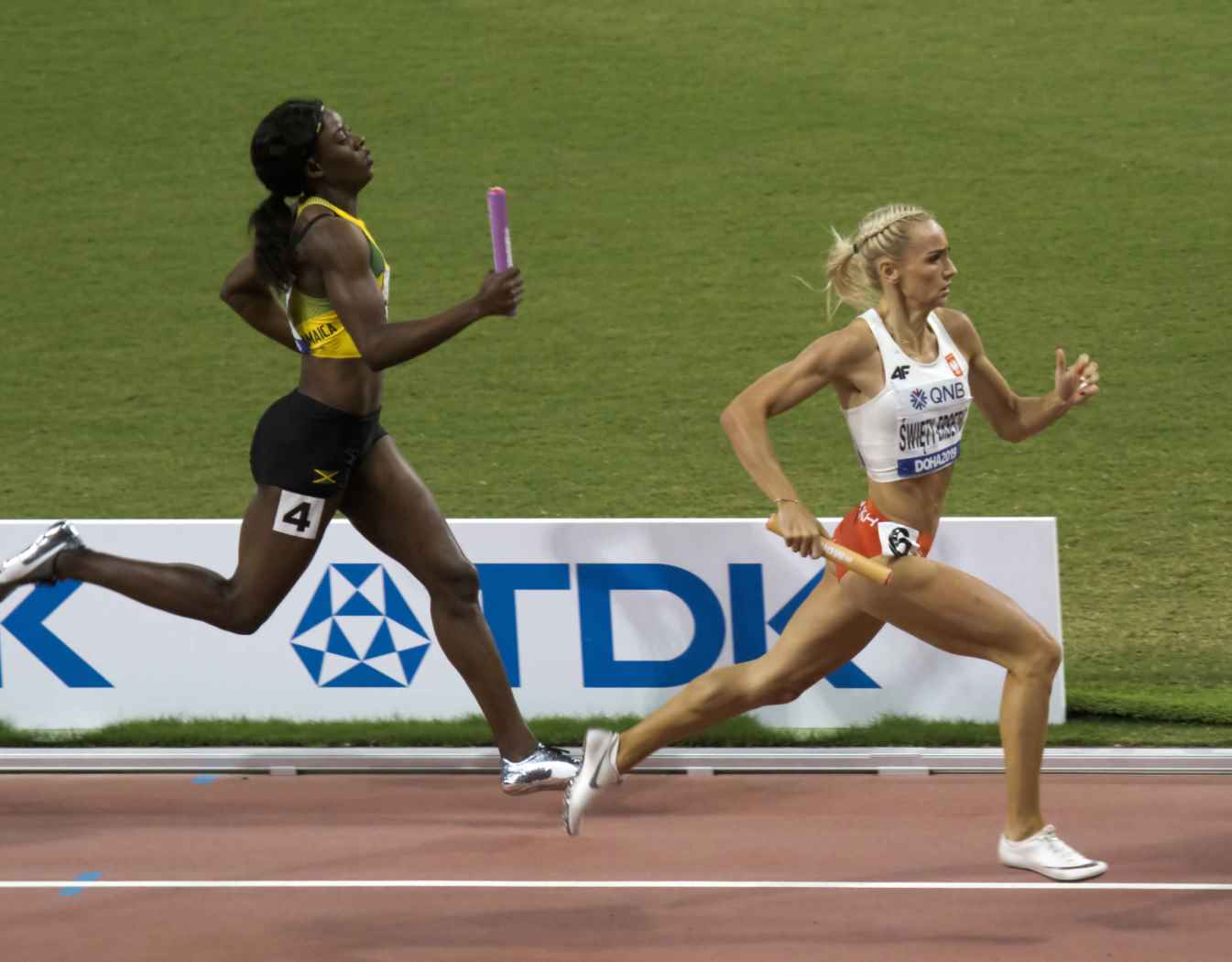
Justyna Święty-Ersetic, Schlussläuferin Polens, auf der Zielgeraden vor der Jamaikanerin Shericka Jackson

6. Oktober 2019, 21:15 Uhr Ortszeit (20:15 Uhr MESZ)
| Platz | Bahn | Land           | Athletinnen | Zeit (min) |
| ----- | ---- | -------------- | --- | ---------- |
|       | 7    | USA            | Phyllis Francis (Finale) Sydney McLaughlin (Finale) Dalilah Muhammad (Finale) Wadeline Jonathas (Finale) im Vorlauf außerdem: Jessica Beard Allyson Felix Kendall Ellis Courtney Okolo | 3:18,92 WL |
|       | 6    | Polen          | Iga Baumgart-Witan (Finale) Patrycja Wyciszkiewicz Małgorzata Hołub-Kowalik Justyna Święty-Ersetic im Vorlauf außerdem: Anna Kiełbasińska                                              | 3:21,89 NR |
|       | 4    | Jamaika        | Anastasia Le-Roy Tiffany James Stephenie Ann McPherson Shericka Jackson (Finale) im Vorlauf außerdem: Roneisha McGregor                                                                | 3:22,37 SB |
| 4     | 5    | Großbritannien | Zoey Clark Jodie Williams Emily Diamond (Finale) Laviai Nielsen im Vorlauf außerdem: Jessica Turner                                                                                    | 3:23,02 SB |
| 5     | 2    | Belgien        | Hanne Claes Imke Vervaet Paulien Couckuyt Camille Laus | 3:27,15    |
| 6     | 8    | Ukraine        | Kateryna Klymjuk Olha Ljachowa Tetjana Melnyk Hanna Ryschykowa | 3:27,48    |
| 7     | 3    | Niederlande    | Lieke Klaver Lisanne de Witte Bianca Baak Femke Bol | 3:27,89    |
|       | 9    | Kanada         | Alicia Brown Aiyanna Stiverne Madeline Price Sage Watson | DSQ 1      |

## Video
- Men's and Women's 4x400m Relay Finals | World Athletics Championships Doha 2022, youtube.com, abgerufen am 23. März 2021